# Фреттинг-коррозия

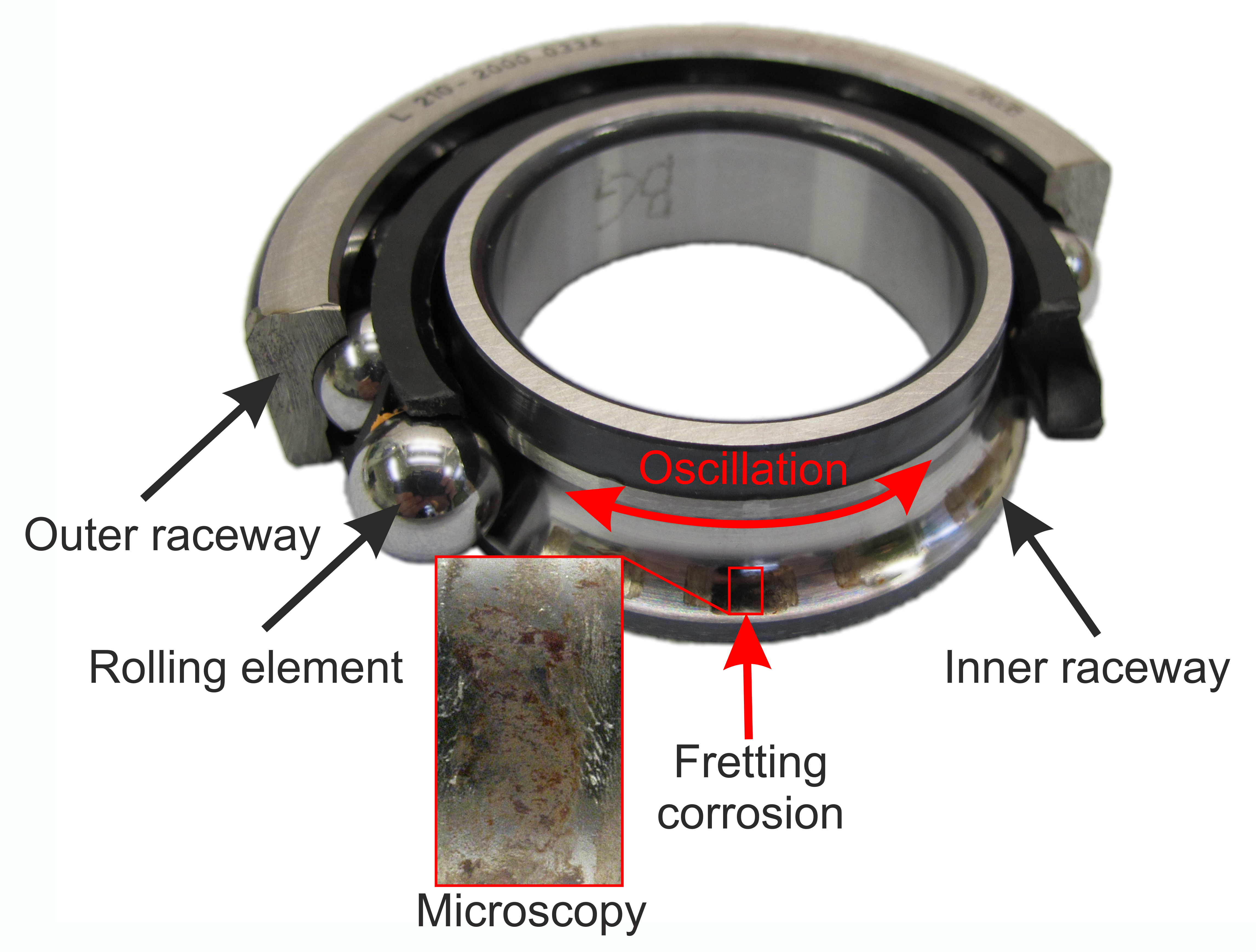
Фреттинг-коррозия в шарикоподшипнике

Фреттинг-коррозия — коррозия при колебательном перемещении двух металлических поверхностей относительно друг друга в условиях воздействия коррозионной среды. Износ вследствие вибрации, не сопровождающийся явной коррозией (например, в неметаллических деталях или при обильной смазке металлических), именуется фреттинг-износом или просто фреттингом, а усталостное разрушение, инициированное фреттинг-коррозией — фреттинг-усталостью.
В отличие от коррозии трения, которая происходит при свободном перемещении трущихся поверхностей, фреттинг-коррозия происходит тогда, когда значительные перемещения поверхностей невозможны, но имеют место вибрации с малой, подчас микроскопической амплитудой — от 25 нм до 2,5 мм. При бо́льших амплитудах характер разрушений принимает вид коррозии трения при однонаправленном скольжении.
Такие вибрации и вызываемая ими фреттинг-коррозия наблюдаются, например, на смежных поверхностях деталей, прочно соединённых болтами. Под действием вибрации микроскопические неровности двух поверхностей отшелушиваются и неизбежно накапливаются в зазоре между деталями. Суммарная поверхность окисляющегося металла в зазоре непрерывно возрастает, коррозия ускоряется и на смежных поверхностях возникают красные или чёрные пятна коррозии. Если продукты коррозии находят выход из соединения, то оно ослабляется, если нет — оно закисает или заклинивает.
Наиболее подвержены фреттинг-коррозии углеродистые и коррозионно-стойкие стали в парах трения сталь-сталь или в парах стали с оловом, алюминием и т. п. цветными металлами. Типичные места возникновения — прессовые, шлицевые, резьбовые и цанговые соединения деталей, соединения трубопроводов.
Интенсивность фреттинг-коррозии возрастает по мере роста амплитуды колебаний и давления в зоне колебаний, и по мере снижения относительной влажности и температуры. Наихудшее сочетание климатических условий — сухая, морозная зимняя погода, что подтверждается опытом эксплуатации.
Пути предупреждения фреттинг-коррозии:
- Уменьшение амплитуды вибрации за счёт увеличения шероховатости поверхности[10];
- Увеличение фактической площади соприкосновения за счёт покрытий из цветных металлов[10];
- Снижение концентрации напряжений в прессовых соединениях[10];
- Снижение трения за счёт защитных покрытий или твёрдых смазок на основе дисульфида молибдена, свинца, индия, фосфатирование поверхностей и т. п.[10];
- выборочное повышение твёрдости одной из сопрягаемых деталей (закалка, анодирование и т. п.)[11].